# Cucina maliana

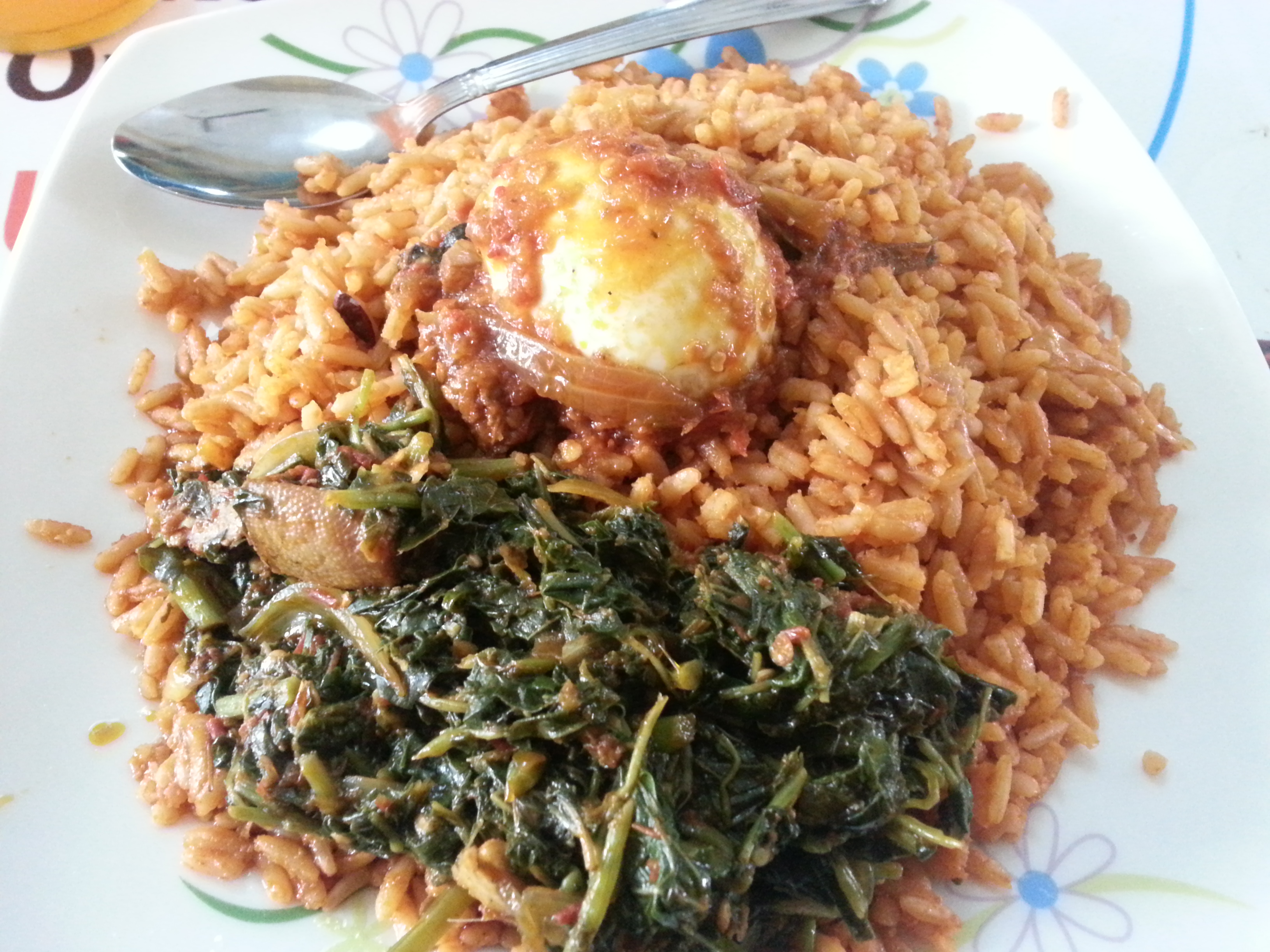
Riso jollof servito con verdure e con un uovo bollito

La cucina del Mali include il riso e il miglio come alimenti più largamente consumati nel Paese africano; nel Mali la cultura alimentare è fortemente basata sui cereali. I cereali vengono in genere serviti con salse preparate con foglie commestibili (come foglie di patata o di baobab) o con salsa di pomodoro o arachidi. I piatti possono essere accompagnati da pezzi di carne alla griglia (tipicamente di pollo, montone, vitello o capra).
La gastronomia maliana varia tra le diverse regioni che costituiscono il Paese. Presenta affinità con la cucina degli altri stati dell'Africa occidentale: anche nel Mali, infatti, tra i piatti tradizionali figurano il fufu, il riso jollof e il maafe (salsa a base di burro e di arachidi).

## Ingredienti

### Verdure
- patata
- fagiolini
- carote
- lenticchie
- cipolle
- Melanzana del Mali
- gombo
- cavolo
- zucchina
- rapa

### Frutta
- mango (da marzo a luglio)
- anguria (da ottobre a gennaio)
- zaban (da maggio ad agosto)
- arancia
- limone
- pomodoro
- papaia
- mela alla cannella
- mela di anacardi
- guava
- melograno
- giuggiola
- ananas
- banana
- zucchina
- rapa

## Carni
- pollo
- montone
- manzo
- bufalo
- faraona
- capra
- tacchino

## Erbe e spezie
In Mali non ci sono zafferano o cardamomo, ma si usano spesso il soumbala, un condimento estratto dai semi di néré, il Saalén (polvere di pesce del capitano affumicato, essiccato e salato) e altre polveri di pesce essiccato. Aglio, cipolle, prezzemolo e cive sono usati quotidianamente. Il coriandolo fresco è usato raramente perché non è molto aromatico. Il basilico è usato più come decotto medicinale.
- Anice verde
- Cannella
- Cardamomo
- Chiodi di garofano
- Cumino
- Curcuma
- Zenzero
- Coriandolo
- Senape nera
- Peperoncino
- Zafferano
- Tamarindo

## Ricette

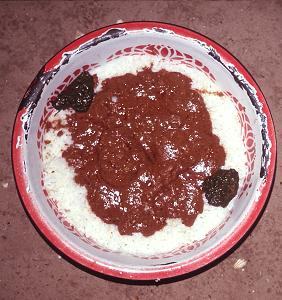
Il Mafè

- Mafé o Tiguadèguè na: riso bianco con una salsa a base di pasta di arachidi
- Kandia o zuppa di Gambura: stufato con gombo e olio di palma servito con riso
- Fakoye: salsa originaria del Mali settentrionale, preparata con foglie essiccate e schiacciate di cortea, nota anche come Molokhia nei paesi arabi.
- Pastelle: piccole frittelle piatte ripiene di pesce e spezie e servite con una salsa di pomodoro, spesso servite come spuntino o amuse-bouche.
- Paté: ciambella ripiena di carne macinata, uova e spezie e servita con una salsa di pomodoro.
- Widjila: polpette di pane cotte al vapore in una pentola di cuscus
- Borokhé: foglie di manioca e pasta di arachidi
- Couscous di fonio
- Djouka de Fonio: piatto di origine maliana a base di fonio e arachidi tritate
- Riso wolof
- Thieboudienne
- Saka Saka: piatto a base di foglie di manioca schiacciate
- Bassi o couscous di miglio: piatto base della cultura Soninké
- Gnugubala yèlèn: cuscus di miglio con erbe fresche, olio e spezie, in stile tabouleh, ma consumato caldo.
- Lafiri o soumbala lafiri: tipica salsa maliana a base di soumbala, servita con riso bianco.

## Dolci
Dégué: dolce a base di latte cagliato e semolino di miglio, che si può trovare con altri nomi in altri Paesi dell'Africa occidentale.
Moni: dolce a base di piccole palline di farina di miglio (la più comune), mais o sorgo, bollite e poi mescolate con zucchero e latte (alcune famiglie lo mangiano al mattino con gnomi o frou frou).
Sanglé: dolce di origine senegalese, registrato per la prima volta in Mali nel XVII secolo. Si tratta di un denso porridge di miglio servito con latte cagliato dolce.
Seri: dolce a base di riso.
Furu furu: dolce maliano consumato soprattutto al mattino per colazione, spesso a base di purea di miglio.
Ngomi: come il furu furu, è a base di riso e viene spesso consumato con una zuppa a base di arti inferiori di pecore o mucche.

## Bevande
Dableni: una bevanda a base di fiori di ibisco. Oltre a essere una bevanda rinfrescante, la foglia di ibisco è anche una pianta medicinale.
Gnamankoudji: succo di zenzero ottenuto dai rizomi di zenzero.
Tomi dji: succo a base di tamarindo.
Kinkeliba: tisana rinfrescante a base di foglie di kinkeliba infuse.
Zira dji: succo di baobab, ottenuto dal frutto noto come zira (pane delle scimmie), molto consumato dai maliani.
Moukou dji: succo di miglio, ottenuto da miglio e pane di scimmia.
Esistono anche altri succhi, ottenuti da piante e frutti tipici oltre al miglio, come il succo di guava, il succo di soursop, ecc.

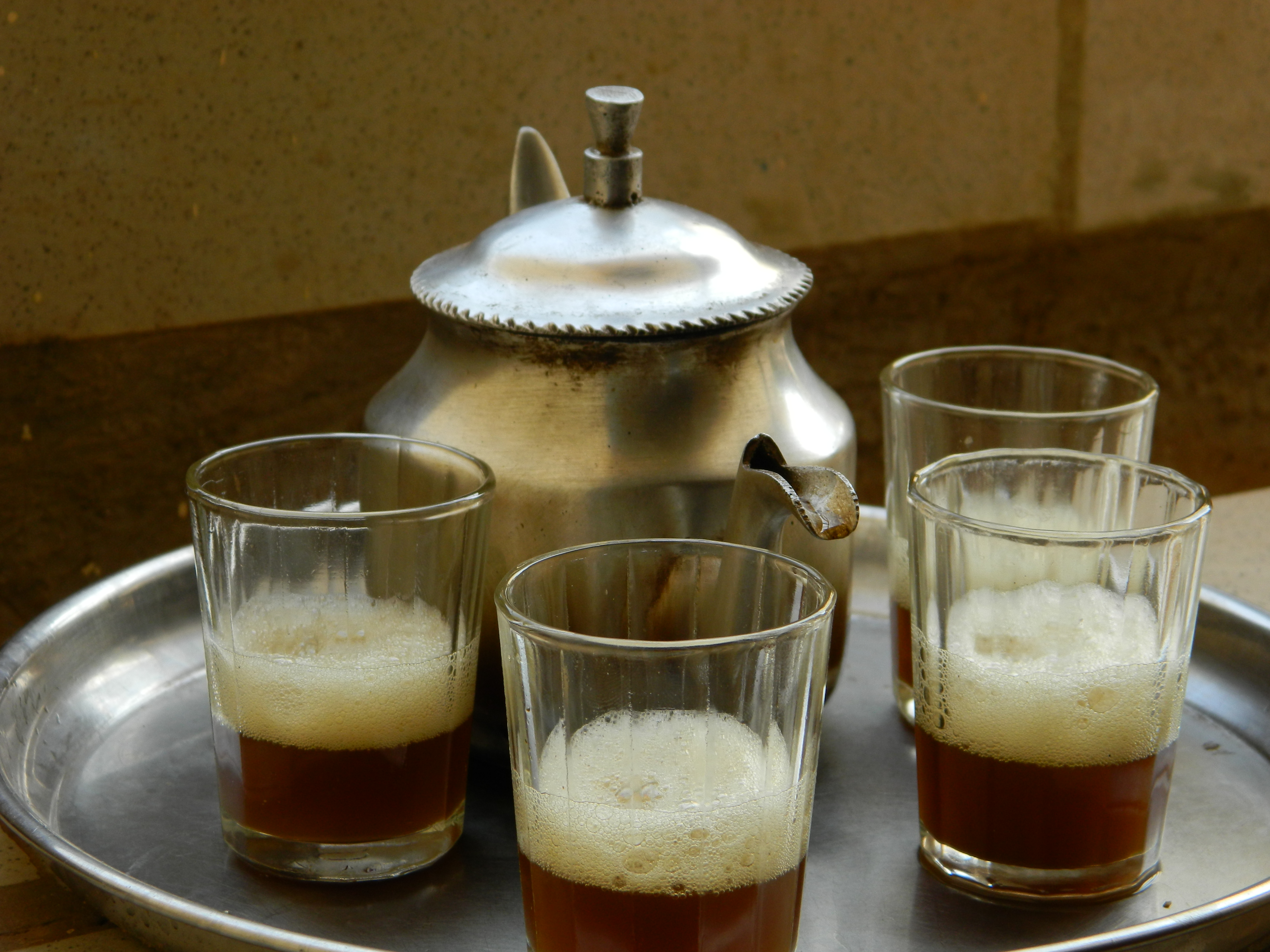
Tè maliano
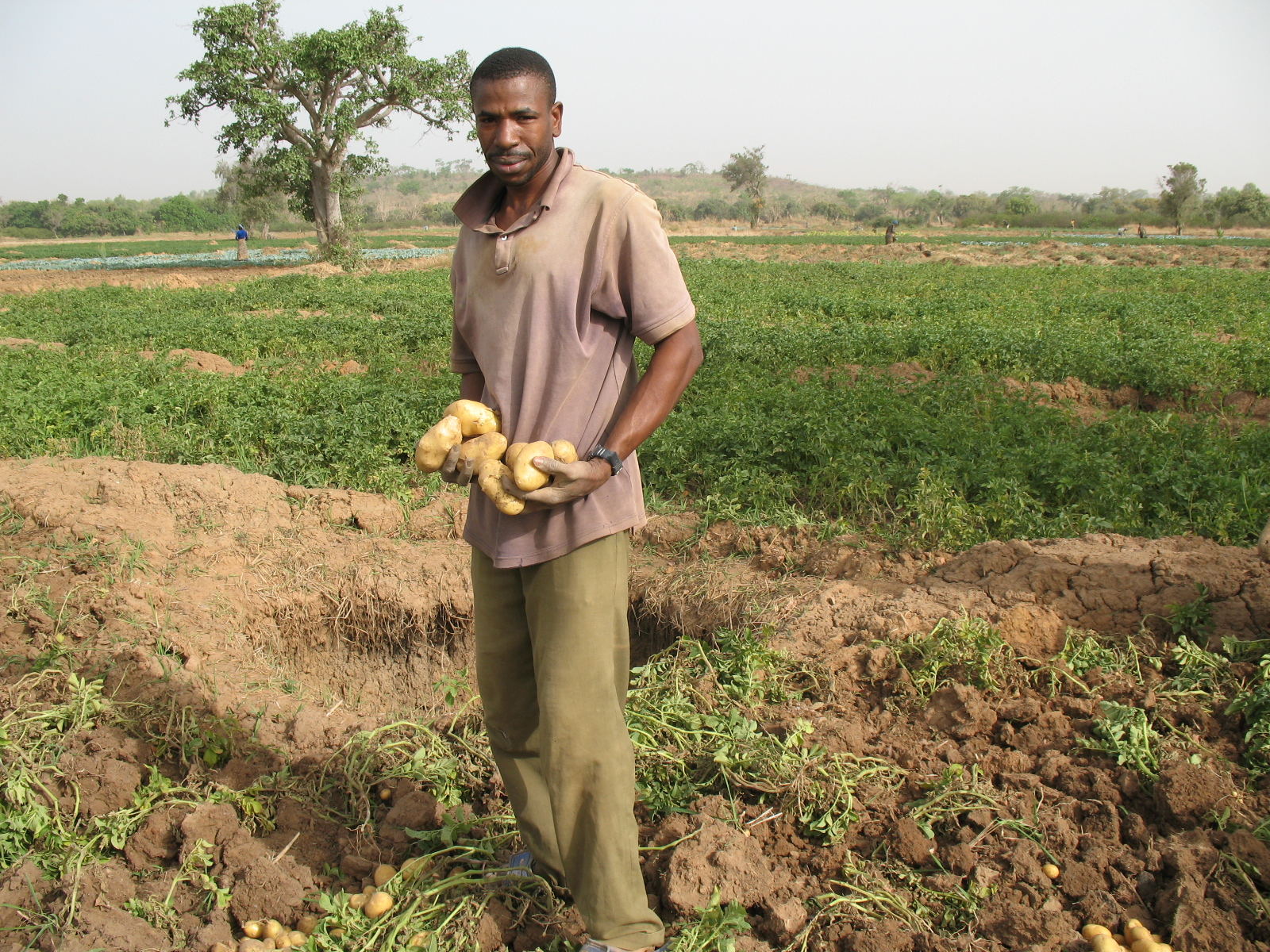
Contadino che raccoglie patate
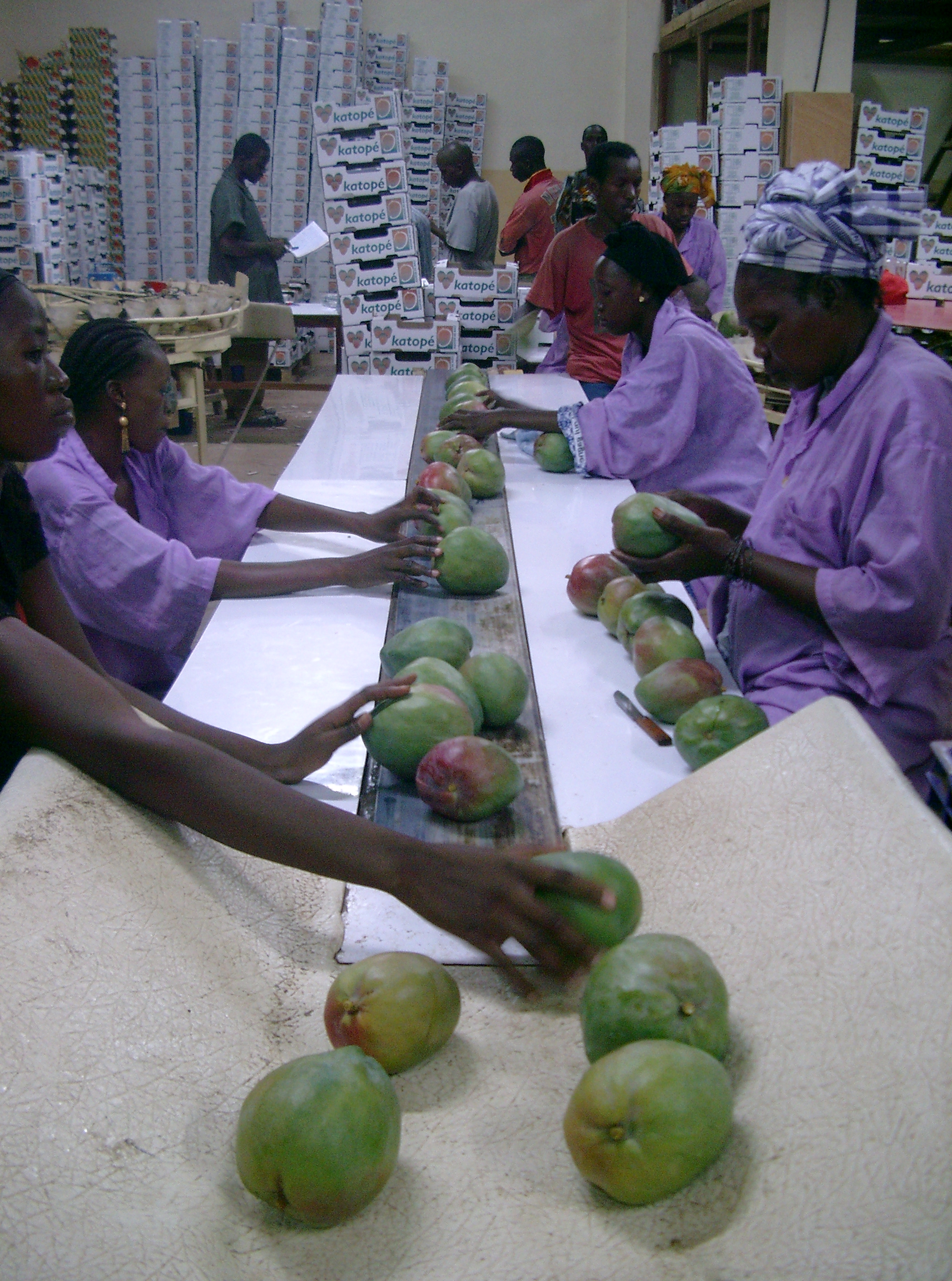
Industria per il commercio di mango